# Ciprus a 2012. évi nyári olimpiai játékokon
Ciprus a nagy-britanniai Londonban megrendezett 2012. évi nyári olimpiai játékok egyik részt vevő nemzete volt. Az országot az olimpián 7 sportágban 13 sportoló képviselte, akik összesen 1 érmet szereztek. A vitorlázó Pávlosz Kondídisz révén Ciprus első érmét szerezte az olimpiai játékok történetében.

## Érmesek
| Érem  | Versenyző         | Sportág    | Versenyszám |
| ----- | ----------------- | ---------- | ----------- |
| Ezüst | Pávlosz Kondídisz | Vitorlázás | Férfi laser |

## Atlétika
Férfi
| Versenyző                    | Versenyszám   | Selejtező | Selejtező | Döntő    | Döntő    |
| Versenyző                    | Versenyszám   | Eredmény  | Helyezés  | Eredmény | Helyezés |
| ---------------------------- | ------------- | --------- | --------- | -------- | -------- |
| Kiriákosz Joánnu             | Magasugrás    | 226 cm    | 12.**     | 220 cm   | 13.      |
| Apósztolosz Paréllisz        | Diszkoszvetés | 63,48 m   | 13.       | kiesett  | kiesett  |
| Konsztandínosz Sztathelákosz | Kalapácsvetés | 69,65 m   | 33.       | kiesett  | kiesett  |

Női
| Versenyző      | Versenyszám | Előfutam | Előfutam | Előfutam | Elődöntő | Elődöntő | Elődöntő | Döntő   | Döntő    |
| Versenyző      | Versenyszám | Idő      | Hely.    | Össz.    | Idő      | Hely.    | Össz.    | Idő     | Helyezés |
| -------------- | ----------- | -------- | -------- | -------- | -------- | -------- | -------- | ------- | -------- |
| Eléni Artimatá | 200 m       | 23,09    | 6.       | 23.      | 22,92    | 8.       | 17.      | kiesett | kiesett  |

** - két másik versenyzővel azonos eredményt ért el

## Kerékpározás

### Hegyi-kerékpározás
| Versenyző              | Versenyszám        | Idő              | Helyezés |
| ---------------------- | ------------------ | ---------------- | -------- |
| Máriosz Athanasziádisz | Férfi terepverseny | 1:43:25 (+14:18) | 40.      |

## Sportlövészet
Férfi
| Versenyző         | Versenyszám | Selejtező | Selejtező | Döntő   | Döntő    |
| Versenyző         | Versenyszám | Pont      | Helyezés  | Pont    | Helyezés |
| ----------------- | ----------- | --------- | --------- | ------- | -------- |
| Jórgosz Ahilléosz | Skeet       | 118       | 11.       | kiesett | kiesett  |
| Andónisz Andréu   | Skeet       | 115       | 22.       | kiesett | kiesett  |

Női
| Versenyző       | Versenyszám | Selejtező | Selejtező | Döntő   | Döntő    |
| Versenyző       | Versenyszám | Pont      | Helyezés  | Pont    | Helyezés |
| --------------- | ----------- | --------- | --------- | ------- | -------- |
| Panajóta Andréu | Skeet       | 57        | 16.       | kiesett | kiesett  |

## Tenisz
Férfi
| Versenyző         | Versenyszám | 64-es főtábla                             | 32-es főtábla                    | Nyolcaddöntő                      | Negyeddöntő       | Elődöntő          | Bronz- mérkőzés   | Döntő             | Helyezés |
| Versenyző         | Versenyszám | Ellenfél Eredmény                         | Ellenfél Eredmény                | Ellenfél Eredmény                 | Ellenfél Eredmény | Ellenfél Eredmény | Ellenfél Eredmény | Ellenfél Eredmény | Helyezés |
| ----------------- | ----------- | ----------------------------------------- | -------------------------------- | --------------------------------- | ----------------- | ----------------- | ----------------- | ----------------- | -------- |
| Márkosz Pagdatísz | Egyes       | Szoeda Gó (JPN) · 6–7(6–8), 7–6(7–5), 6–2 | Richard Gasquet (FRA) · 6–4, 6–4 | Andy Murray (GBR) · 6–4, 1–6, 4–6 | kiesett           | kiesett           | kiesett           | kiesett           | 9.       |

## Torna

### Ritmikus gimnasztika
| Versenyző              | Versenyszám | Selejtező | Selejtező | Selejtező | Selejtező | Selejtező | Selejtező | Selejtező | Selejtező | Selejtező | Selejtező | Döntő   | Döntő   | Döntő   | Döntő   | Döntő    | Döntő    | Döntő   | Döntő   | Döntő    | Döntő    | Helyezés |
| Versenyző              | Versenyszám | Karika    | Karika    | Labda     | Labda     | Buzogány  | Buzogány  | Szalag    | Szalag    | Összesen  | Összesen  | Karika  | Karika  | Labda   | Labda   | Buzogány | Buzogány | Szalag  | Szalag  | Összesen | Összesen | Helyezés |
| Versenyző              | Versenyszám | Pont      | Hely.     | Pont      | Hely.     | Pont      | Hely.     | Pont      | Hely.     | Pont      | Hely.     | Pont    | Hely.   | Pont    | Hely.   | Pont     | Hely.    | Pont    | Hely.   | Pont     | Hely.    | Helyezés |
| ---------------------- | ----------- | --------- | --------- | --------- | --------- | --------- | --------- | --------- | --------- | --------- | --------- | ------- | ------- | ------- | ------- | -------- | -------- | ------- | ------- | -------- | -------- | -------- |
| Hrisztalléni Trikomíti | Egyéni      | 26,250    | 17.       | 26,250    | 17.       | 26,375    | 17.       | 25,800    | 18.       | 104,675   | 19.       | kiesett | kiesett | kiesett | kiesett | kiesett  | kiesett  | kiesett | kiesett | kiesett  | kiesett  | 19.      |

## Úszás
Női
| Versenyző      | Versenyszám | Előfutam | Előfutam | Előfutam | Elődöntő | Elődöntő | Elődöntő | Döntő   | Döntő    |
| Versenyző      | Versenyszám | Idő      | Hely.    | Össz.    | Idő      | Hely.    | Össz.    | Idő     | Helyezés |
| -------------- | ----------- | -------- | -------- | -------- | -------- | -------- | -------- | ------- | -------- |
| Ánna Sztilianú | 200 m gyors | 2:01,87  | 4.       | 27.      | kiesett  | kiesett  | kiesett  | kiesett | kiesett  |

## Vitorlázás
Férfi
| Versenyző         | Versenyszám     | Futam | Futam | Futam | Futam | Futam | Futam | Futam | Futam | Futam | Futam | Futam   | Pontszám | Helyezés |
| Versenyző         | Versenyszám     | 1     | 2     | 3     | 4     | 5     | 6     | 7     | 8     | 9     | 10    | É       | Pontszám | Helyezés |
| ----------------- | --------------- | ----- | ----- | ----- | ----- | ----- | ----- | ----- | ----- | ----- | ----- | ------- | -------- | -------- |
| Andréasz Kariólu  | Szörfvitorlázás | 13    | 26    | 10    | 27    | 11    | (30)  | 16    | 12    | 12    | 23    | kiesett | 150      | 17.      |
| Pávlosz Kondídisz | Laser           | 9     | 4     | 1     | 1     | 2     | 4     | (12)  | 7     | 7     | 4     | 10      | 59       |          |